# میچ فوگل
میچ فوگل (انگلیسی: Mitch Vogel؛ زادهٔ ۱۷ ژانویهٔ ۱۹۵۶) یک هنرپیشه اهل ایالات متحده آمریکا است. وی بین سال‌های ۱۹۶۷ تا ۱۹۷۸ میلادی فعالیت می‌کرد.